# Komberk
Komberk je zaniklý hrad mezi vesnicemi Čeminy a Dolní Vlkýš v okrese Plzeň-sever. Stál na ostrožnovitém výběžku nad Čeminským potokem v nadmořské výšce 350 metrů. Areál hradu je chráněn jako kulturní památka. Dochovaly se z něj terénní pozůstatky staveb a opevnění.

## Historie

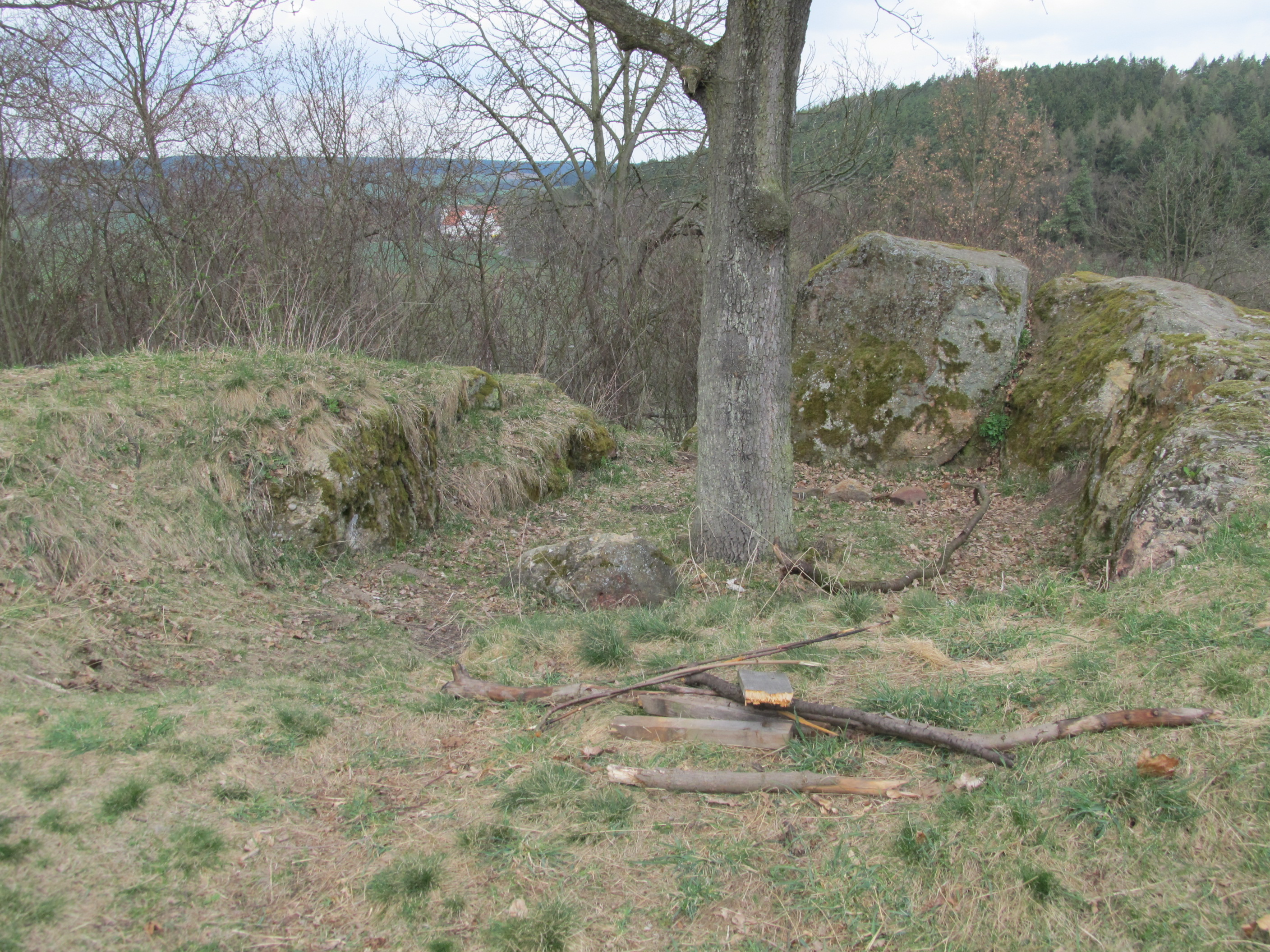
Přitesaná skála v místě zaniklého paláce

Na místě hradu v pravěku existovala sídliště eneolitických kultur (např. chamské kultury).
Prvním známým držitelem hradu byl roku 1313 Ojíř z Komberka, příslušník rodu Švihovských z Rýzmberka. Ten jej spolu s dalším majetkem okolo roku 1340 prodal tepelskému klášteru. Proti prodeji vystoupila Žofie, vdova po Ojířovi, a roku 1350 dosáhla zrušení smlouvy. Později hrad získal Ctibor ze Švamberka, který jej roku 1368 vyměnil s kladrubským klášterem za jiný majetek.
V roce 1420 byl hrad dobyt husitským vojskem. Klášter později využil panství hradu k úhradě pohledávek Viléma z Nečtin a na Žluticích a ten jej před rokem 1447 prodal Burianovi I. z Gutštejna. Páni z Gutštejna na hradě obvykle nesídlili, ale udržovali jej a měli na něm vojenskou posádku. V roce 1478 Komberk nejspíše dobylo vojsko Jana Planknara z Kynšperka. Podle Tomáše Durdíka  byl poté hrad opuštěn, ale Miloslav Bělohlávek uvádí, že na Komberku sídlil Jan z Gutštejna, který ho v roce 1509 nebo krátce předtím Komberk prodal Albrechtovi z Kolovrat. Po něm zdědili majetek bratři Jan a Bernart z Valdštejna, kteří Komberk a Dolní Bělou prodali Václavovi z Roupova. Potom byl hrad pravděpodobně ponechán svému osudu a roku 1558 se připomíná jako pustý.

## Stavební podoba
Hradní jádro mělo přibližně oválný půdorys. V jeho severní části stála budova, jejíž přízemí bylo částečně zasekané do skály. Na protilehlé straně se nachází okrouhlá prohlubeň, která je zbytkem zemnice. Opevnění jádra tvořila palisáda. Na jižní straně opevnění zesiloval půlkruhový parkán a další parkán se nacházel níže ve svahu. Na východní straně k jádru přiléhalo mnohem rozsáhlejší předhradí opevněné částečně dochovaným příkopem a valem. Terénní stupeň mezi předhradím a jádrem může být zbytkem zavezeného příkopu.

## Přístup
Hrad je přístupný po zeleně značené turistické trase z Dolní Vlkýše k baroknímu zemědělskému dvoru Komberk.